# مسجد لالة غريبة (فاس)
مسجد لالة غريبة هو مسجد يقع في الحي الرئيسي لفاس الجديد. بني سنة 811  هـ - 1408  م في عهد السلطان المريني عثمان الثاني المريني.